# Comité national olympique biélorusse
Le Comité national olympique de la république de Biélorussie (en russe : Национальный олимпийский комитет Республики Беларусь) est un des nombreux comités olympiques nationaux qui composent le Comité international olympique. Créé en 1991, le CNO biélorusse est chargé de sélectionner les athlètes pour représenter la Biélorussie aux Jeux olympiques d'hiver et d'été, appliquer les lois antidopage et promouvoir l'activité sportive à l'intérieur du pays. Le président du comité est Alexandre Loukachenko, également le président de la Biélorussie.

## Histoire
Le CNO biélorusse est créé le 22 mars 1991, en réponse à la dissolution de l'Union soviétique. Jusqu'à cet évènement, la Biélorussie et les quatorze autres activités olympiques des républiques socialistes soviétiques étaient contrôlées par le comité olympique de l'URSS, qui n'a pas été dissous jusqu'en 1992. Pendant la même année, la Biélorussie participe aux Jeux d'été et d'hiver 1992 dans l'équipe unifiée. Ayant le statut de membre temporaire du CIO en 1992, le comité n'était pas membre à part entière jusqu'à la 101e session du comité international olympique en 1993. Également en 1993, Vladimir Ryzhenkov qui était à ce moment le ministre biélorusse du sport et du tourisme, est élu au poste de président du CNO. Ryzhenkov occupe ce poste jusqu'à sa mort en 1996. Il est remplacé en 1997 par Alexander Loukachenko. Dans le premier discours de Loukachenko en tant que président du CNO biélorusse, il déclare qu'il n'y avait pas d'autre exemple d'un chef d'État qui était président d'un CNO en même temps.

## Direction actuelle du CNO

### Président
- Alexandre Loukachenko (président de la république de Biélorussie)

### Vice-président
- Andrei Astashevich  (premier vice-président)
- Sergey Repkin
- Semyon Shapiro

### Secrétaire général
- Anatol Kotau

### Comité exécutif
- Dmitry Baskov
- Valentin Borovok
- Dmitry Pinevich
- Sergueï Roumas
- Ivan Tsikhan
- Liubou Charkashyna
- Iouri Chevtsov
- Oleg Shepel
- Anton Yuspa